# プッタモントン (公園)

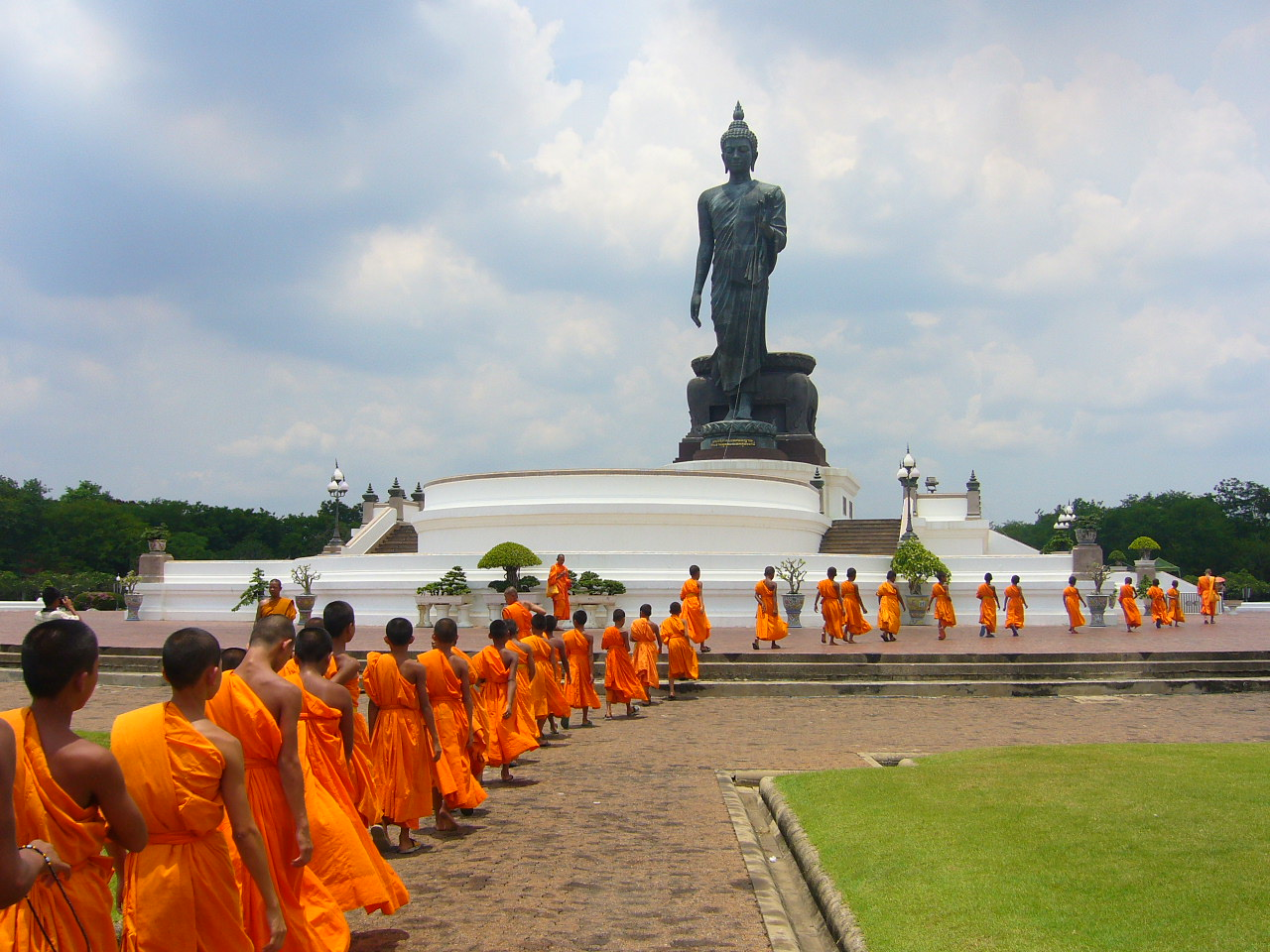
仏像

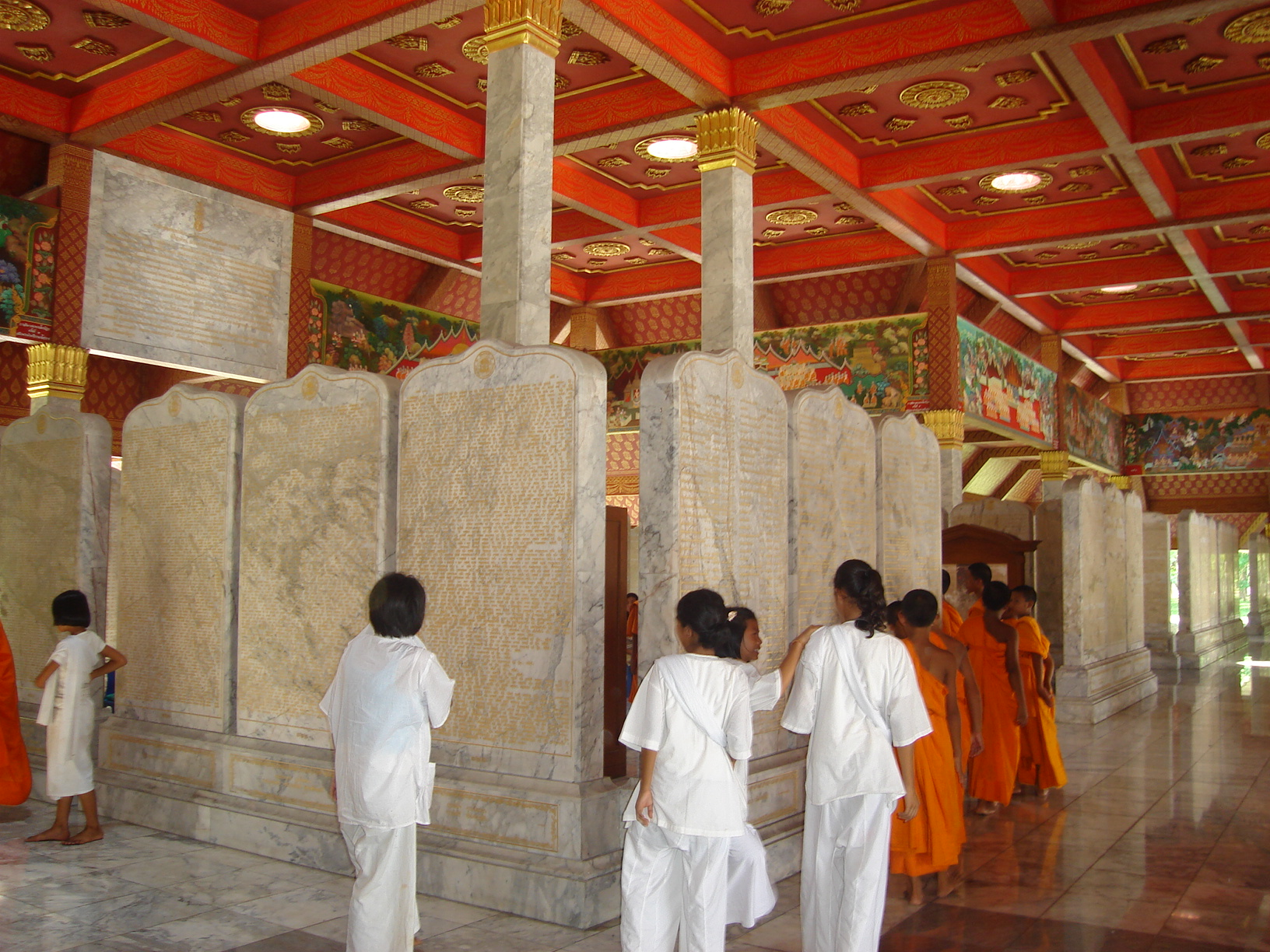
南伝大蔵経と僧・尼僧

プッタモントン (พุทธมณฑล) とはナコーンパトム県・プッタモントン郡にある公園および施設である。プッタモントン（「仏陀の曼陀羅」）と言う名前が示すとおり曼荼羅のような対称性を持つデザインで、面積は広大である。各種仏教行事に使われる。公園内には政府の仏教局や仏教的な会議を行う会議場がある。

## 概要
建設の経緯は、1957年がタイの仏暦2500年祭であったため、1955年、時の首相プレーク・ピブーンソンクラームが2500ライ（タイの面積を測る単位、約40ヘクタール）の用地を買収し、建設を開始した。当初は、1957年のウィッサーカーブチャー（仏誕節）に合わせ開園する予定であった。
しかし、内政問題などにより建設などは遅れ、1976年に開園する事になった。公園中央には15.8mの仏像がある。この仏像のデザインはシン・ピーラシーによって行われ、ラーマ9世によってプラ・シー・サーカヤー・テーサパーラヤン・パタン・プッタモントン・スタッサナーと名付けられた。中心付近には生老病死を表す像が建ち、菩提樹が植えられている。
特筆すべきは南伝大蔵経が編纂され、寺院の礼拝堂にそのすべてが1418枚の大理石の板に書かれていることである。